# Afrikansk palmseglare
Afrikansk palmseglare (Cypsiurus parvus) är en vanligt förekommande huvudsakligen afrikansk fågel i familjen seglare.

## Utseende och läten
Afrikansk palmseglare är en huvudsakligen blekbrun seglare med en krppslängd på 15 centimeter. Den har långa, bakåtsvepta vingar som ger den ett intryck av en bumerang eller halvmåne. Kroppen är slank och stjärten är lång och djupt kluven, även om den vanligtvis hålls ihop. Könen är lika medan ungfåglarna har kortare stjärtar. Palmseglare har liksom alla seglare mycket korta ben som de enbart använder för att klamra sig fast på vertikala ytor och landar aldrig frivilligt på marken. Lätet är ett ljudligt och gällt skri.

## Utbredning och systematik
Arten förekommer i Afrika söder om Sahara samt på Arabiska halvön. Den delas numera in i åtta underarter med följande utbredning:
- Cypsiurus parvus parvus – förekommer från Senegal och Gambia till södra Sudan, Etiopien och sydvästra Arabiska halvön
- Cypsiurus parvus brachypterus – förekommer från Sierra Leone till nordöstra Kongo-Kinshasa, Angola och Guineabuktens öar
- Cypsiurus parvus myochrous – förekommer på högre höjder från södra Sudan till nordöstra Sydafrika.
- Cypsiurus parvus laemostigma – förekommer utmed låglänta kuster från södra Somalia till Moçambique.
- Cypsiurus parvus hyphaenes – förekommer i norra Namibia och norra Botswana
- Cypsiurus parvus celer – förekommer från Moçambique till KwaZulu-Natal i Sydafrika

Madagaskarpalmseglaren (C. gracilis) behandlades tidigare som en del av afrikansk palmseglare, men urskiljs numera vanligen som egen art.

## Levnadssätt
Afrikansk palmseglare är en snabbflygande fågel i öppet landskap, starkt associerad med oljepalmer, men kan även ses i skogssavann, törnbuskmarker och jordbruksbygd. Fågeln tillbringar mesta av tiden i luften där den livnär sig på insekter som den fångar i näbben, relativt nära marken. Den även dricker i flykten. Boet som består av dun och fjädrar klistras fast med hjälp av saliv på undersidan av ett palmblad. Däri lägger den två ägg.

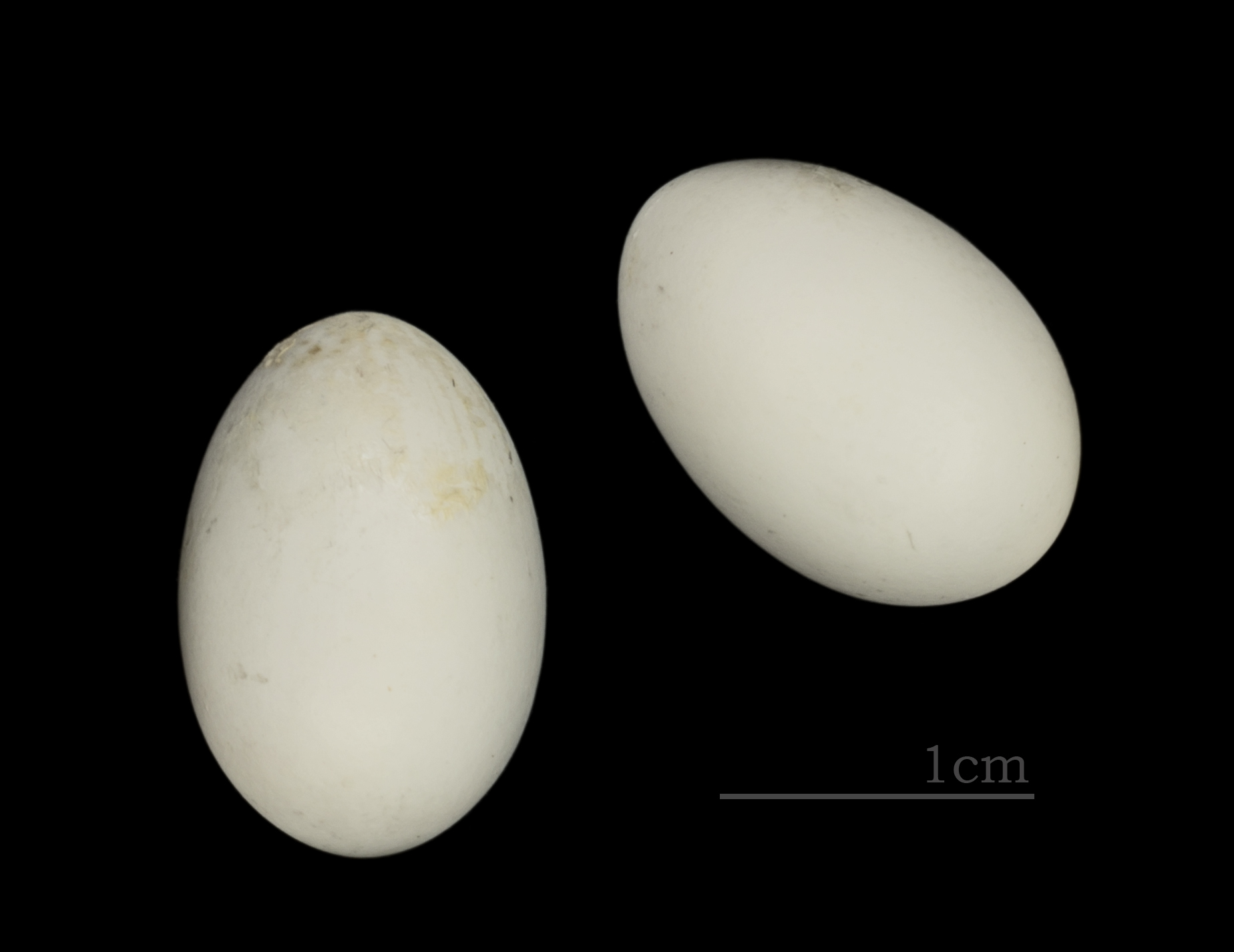
Ägg från afrikansk palmseglare

## Status och hot
Arten har ett stort utbredningsområde och en stor population, och tros öka i antal till följd av spridning av den införda palmarten Washingtonia. Utifrån dessa kriterier kategoriserar internationella naturvårdsunionen IUCN arten som livskraftig (LC). Världspopulationen har inte uppskattats, men den beskrivs som vanlig till lokalt mycket vanlig.